# Carl Magnus von Rheingrafenstein
Carl Magnus von Rheingrafenstein (* 1718 in Gaugrehweiler; † 1793 ebenda) war der letzte Wild- und Rheingraf der Gaugrehweiler Linie. Er wurde 1775 von Kaiser Joseph II. abgesetzt und zu zehn Jahren Festungshaft verurteilt.
Um seinen verschwenderischen und prunksüchtigen Lebenswandel zu finanzieren, hatte er sich und sein Land hoch verschuldet und sich zahlreicher Verbrechen gegen seine Untertanen und Gläubiger schuldig gemacht.

## Herkunft und Familie

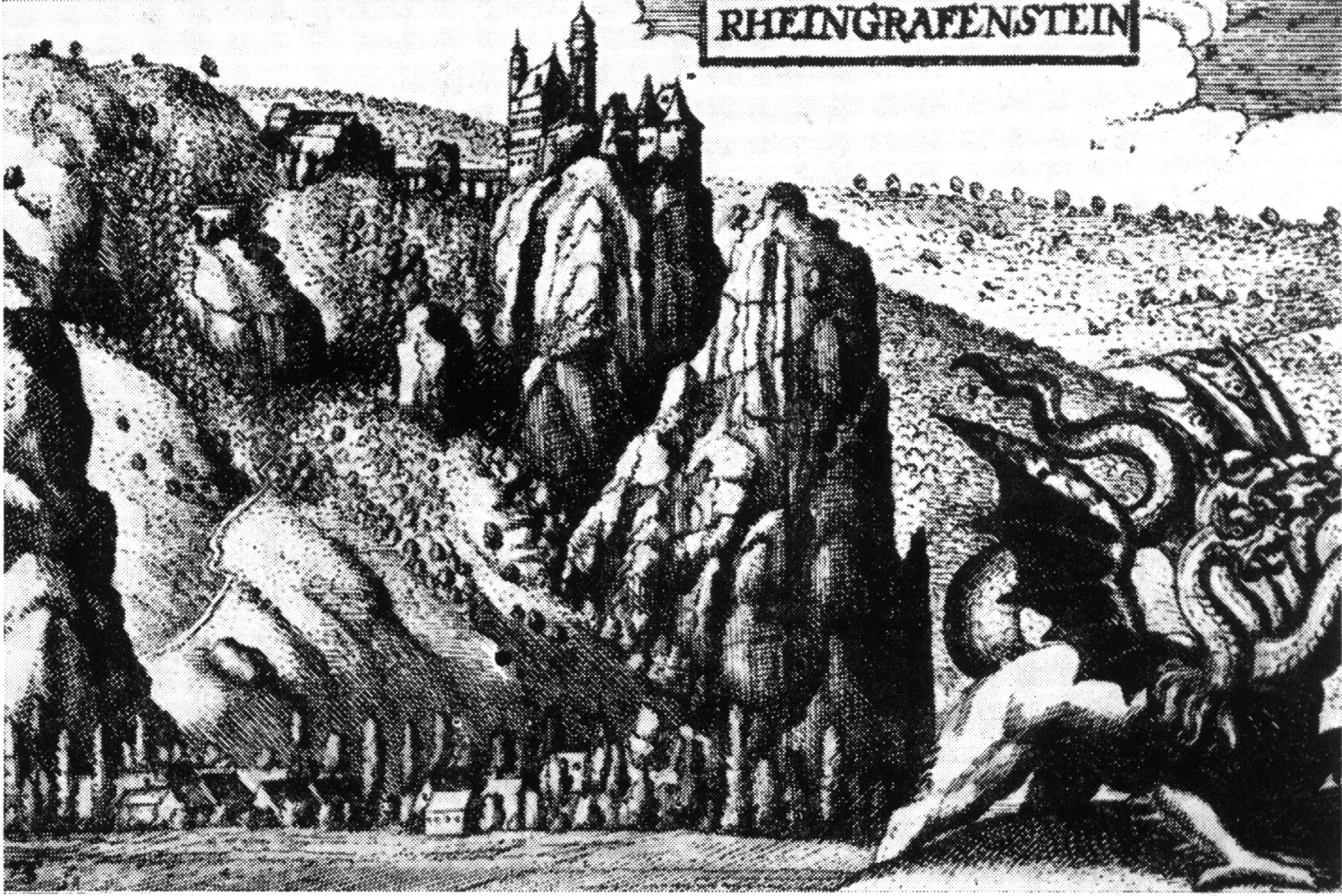
Burg Rheingrafenstein um 1620

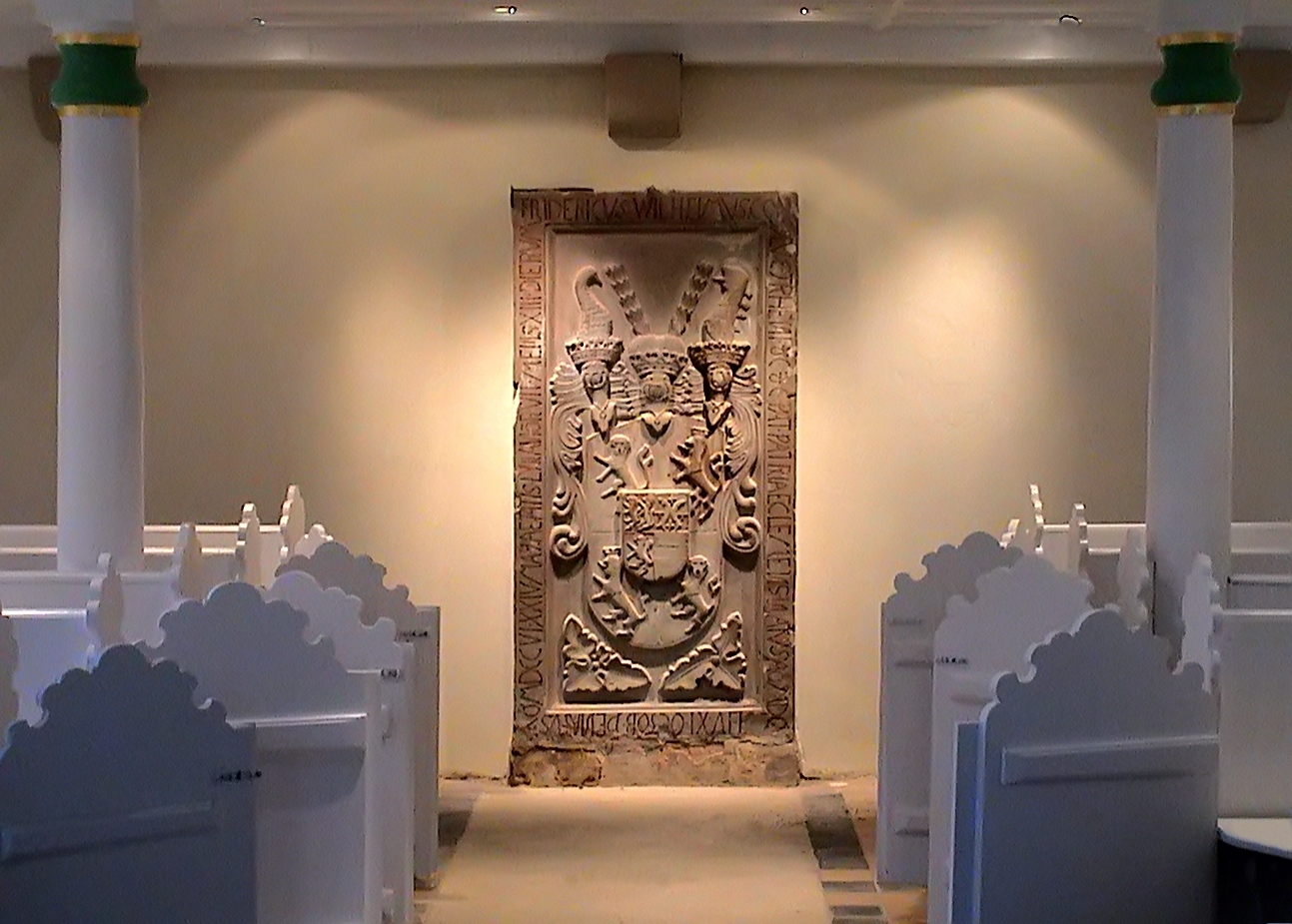
Grabplatte des ersten Rheingrafen in Gaugrehweiler – Friedrich Wilhelm

Carl Magnus stammte aus dem zum Hochadel zählenden Geschlecht der Wild- und Rheingrafen. Sein Großvater, Friedrich Wilhelm (1644–1706) hatte die Linie der Rheingrafen zu Rheingrafenstein begründet.
Im Jahr 1689 musste dieser die Stammburg der Familie, Burg Rheingrafenstein, aufgeben, nachdem sie im Pfälzischen Erbfolgekrieg durch die Truppen Mélacs zerstört worden war. Er verlegte seine Residenz nach Gaugrehweiler und nannte sich seit dem Rheingraf zu Rheingrafenstein in Gaugrehweiler.
Carl Magnus war der Sohn von Rheingraf Johann Karl Ludwig (1686–1740) und dessen Frau Sophie Magdalene zu Leiningen (1691–1727). Er hatte neun Geschwister, von denen allerdings nur vier älter als 14 Jahre wurden:
- Charlotte Johanna (1714–1786)
- Karoline Magdalene (1715–1728)
- Karl August (1716–1717)
- Louise Sophie (1719–1766)
- Ludwig Wilhelm (1721–1775)
- Karl Theodor Otto Franz (1722–1728)
- Alberta Amalia (1723–1723)
- Christiane Elisabeth(1724–1725)
- Alexandrine Katharina (1725–1761)

Allein zwischen seinem achten und zehnten Lebensjahr erlebte Carl Magnus also den Tod von drei Geschwistern.

## Leben

### Jugend und Militärzeit
Carl Magnus wuchs als ältester Sohn am Hof seines Vaters in Gaugrehweiler auf. Die Regierungszeit seines Vaters war davon geprägt, das kleine Dorf Gaugrehweiler zum neuen Sitz der Grafschaft auszubauen. Der Kontrast zwischen dem bescheidenen Hof seines Vaters und der „fürstlichen Pracht“ mit der sein Onkel mütterlicherseits, Graf Christian Karl von Leiningen-Heidesheim residierte, hatte wohl einen prägenden Einfluss auf den jungen Grafen.
Die Erziehung des Nachwuchses am Hofe Gaugrehweiler wurde einem angehenden Pfarrer überlassen, der später wegen einer drohenden Verurteilung als Ehebrecher ins Ausland flüchtete. Den bei Hofe unverzichtbaren Französischunterricht besorgte eine aus Paris stammende Zofe, die sich als Witwe eines französischen Marquis ausgab.
Mit circa 15 Jahren wurde Carl Magnus zur Offiziersausbildung in französischen Militärdienst geschickt. Sein Biograph Laukhard berichtet, dass er und sein Bruder Ludwig als junge Offiziere direkt an einem Feldzug gegen Karl VI teilnehmen sollten. Gemeint ist wahrscheinlich der Polnische Thronfolgekrieg, was einen Zeitraum zwischen 1733 und 1735 vermuten lässt.
Carl Magnus diente im Regiment Royal Allemand und erhielt, wie es damals üblich war, gegen entsprechende Zahlung das Kommando über eine eigene Kompanie. Bevor es aber zur ersten Schlacht kommen sollte, flüchtete er zur Kur in die Bäder von Spa.
Als der Feldzug zu Ende war, kehrte er zwar zu seinem Regiment zurück, war aber derart nachlässig im Dienst, dass sein Vorgesetzter Feldmarschall Moritz von Sachsen ihn einziehen ließ und unehrenhaft aus dem Dienst entlassen wollte. Diese Schande konnte nur durch das Eingreifen des alten Rheingrafen abgewendet werden: Um den Feldmarschall ruhigzustellen, wurde ihm eine „Lieferung Rekruten“ versprochen. In den Dörfern der Grafschaft Grehweiler mussten nun also Soldaten für die Armee des Ancien Régime ausgehoben werden. Die dazu bestimmten Untertanen wurden teils mit brutaler Gewalt zwangsrekrutiert.
Carl Magnus wurde im Austausch gegen die Grehweiler Soldaten beurlaubt, verblieb aber offiziell beim Militär. 1749 wurde er sogar in Abwesenheit zum Mestre de camp befördert und selbst nach seiner Festungshaft erhielt er in hohem Alter noch eine Beförderung zum Maréchal de camp. Er bezog bis zu seinem Tod eine Rente von der französischen Armee.

### Regierungszeit

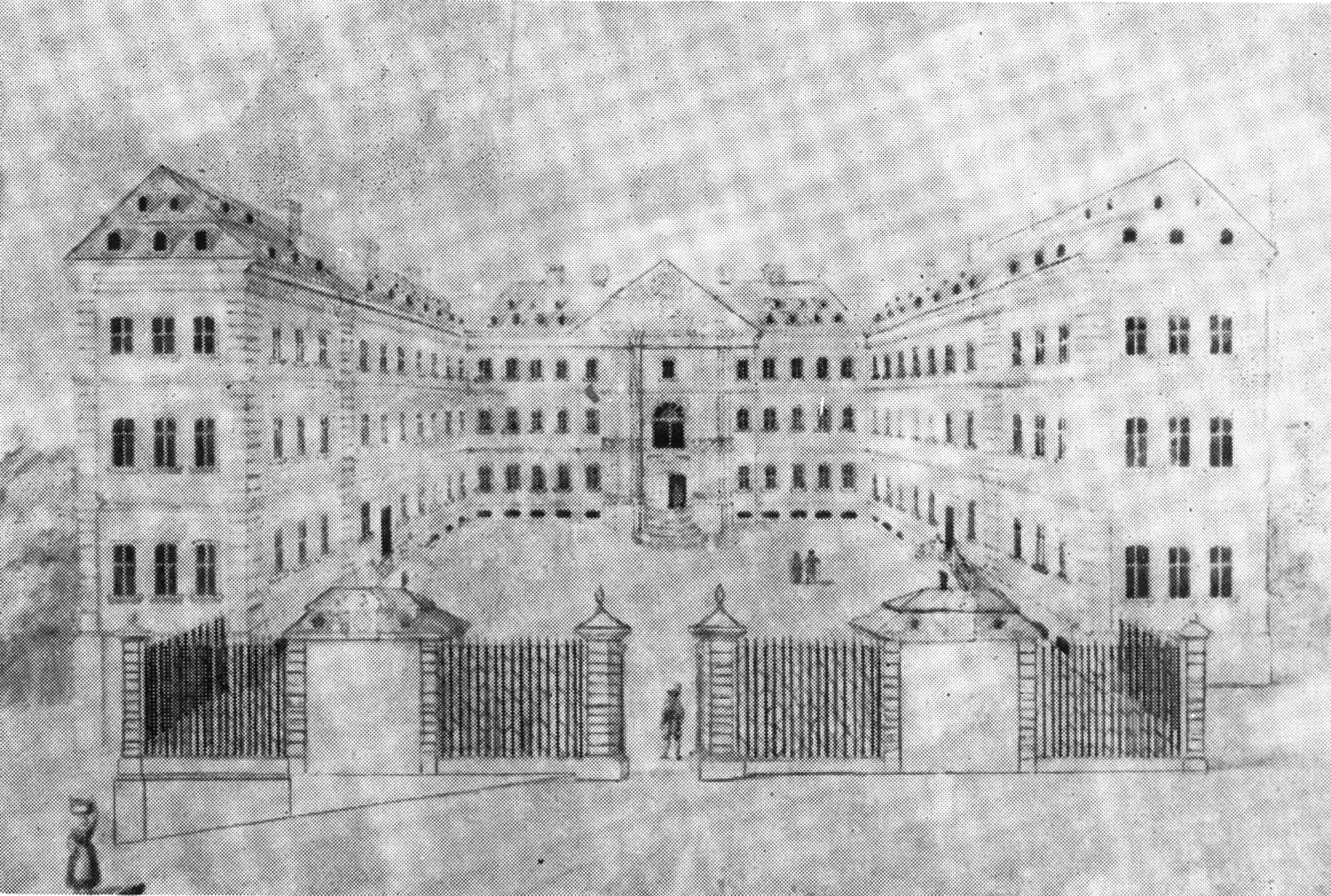
Schloss Gaugrehweiler, einzige erhaltene Zeichnung (18. Jhd.)

Rheingraf Johann Karl Ludwig starb 1740 und Carl Magnus übernahm im Alter von 22 Jahren die Herrschaft über die Grafschaft Gaugrehweiler. Damit wurde er Landesherr von etwa 20.000 Untertanen. Als reichsunmittelbarer Graf war er zudem Mitglied des Reichstags und hatte eine Stimme im Oberrheinischen Reichskreis.
Sein Kleinterritorium erstreckte sich über acht Gemeinden im heutigen Rheinhessen und der Pfalz: Gaugrehweiler, Wendelsheim, Münsterappel, Obersaulheim, Stein-Bockenheim, Eichloch, Oberhausen und Bad Münster am Stein.
Auch wenn sein Herrschaftsbereich nicht der größte war, wollte er den absolutistischen Regenten seiner Zeit nicht nachstehen: Er richtete einen stattlichen Hofstaat ein und unterhielt einen Marstall mit 120 Pferden. 1748 ließ er den relativ bescheidenen Hof seines Vaters niederreißen und begann mit der Errichtung eines dreistöckigen und dreiflügeligen barocken Schlosses im Stil Versailles. samt Orangerie.
Obwohl die gesamten Einnahmen der Grafschaft nur etwa 60.000 Gulden betrugen, ließ Carl Magnus sich den Bau 180.000 Gulden kosten und verschuldete sich dazu hoch.
Die Residenz überdauerte ihren Bauherrn nur kurz: Sie wurde schon 1795 von französischen Revolutionstruppen vollständig zerstört. Neben wenigen zeitgenössischen Beschreibungen ist nur eine Skizze bekannt, die heute im Historischen Museum der Pfalz aufbewahrt wird. Der Zeitzeuge Laukhard beschreibt die Anlage wie folgt:

„Dieses Gebäude machte seinem Baumeister wirklich Ehre und schwerlich fand man sonst jenseits des Rheins irgend ein Schloß, welches man mit diesem auch nur von weitem hätte vergleichen können. Selbst die Residenzschlösser des Landgrafen von Hessen-Darmstadt, und des Kurfürsten zu Mainz standen ihm an Eleganz weit nach.“

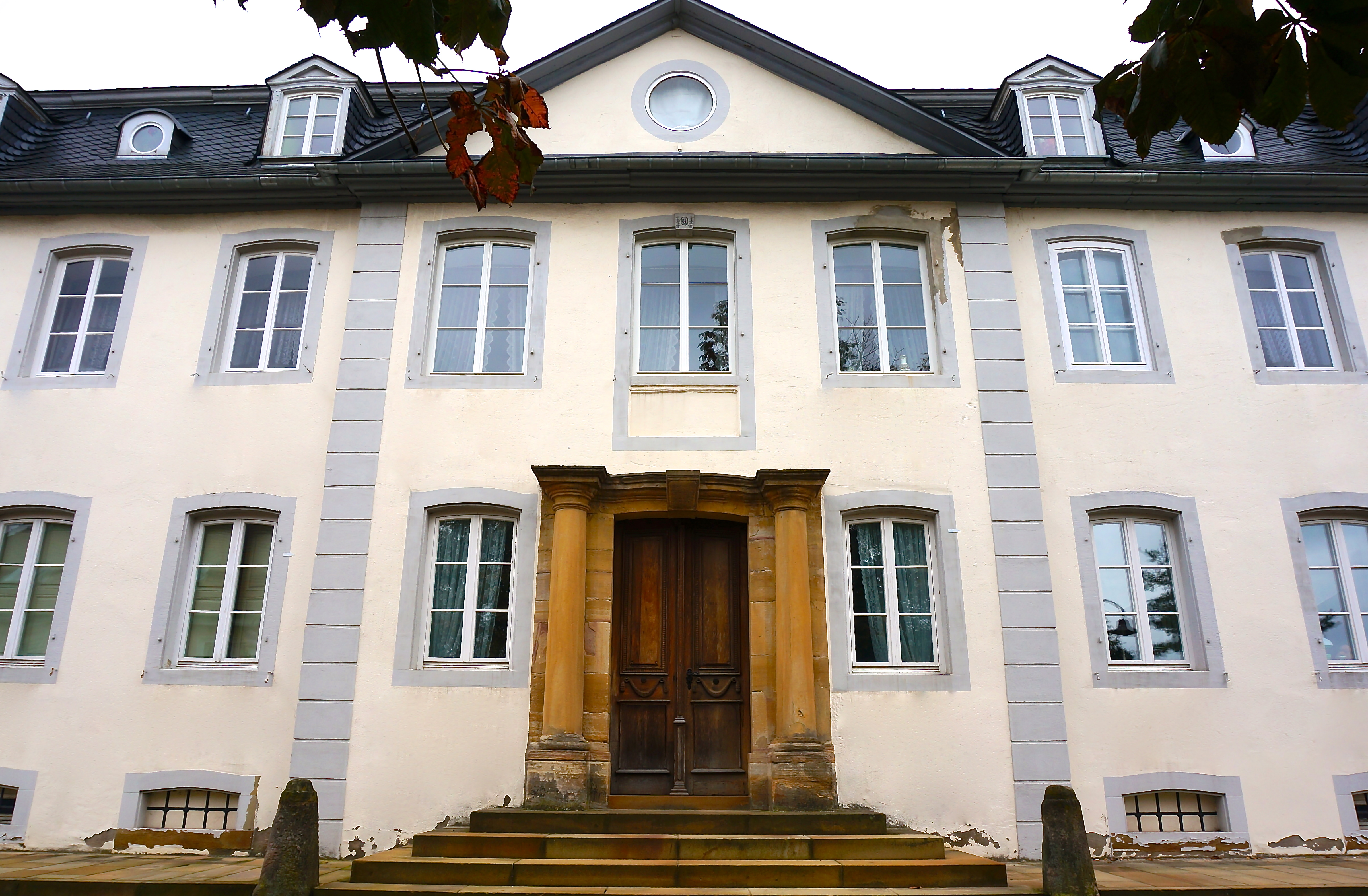
Rheingräfliches Schloss in Wendelsheim (2013)

 Zu den Bauprojekten des Carl Magnus gehörte auch das Schloss in Wendelsheim, eines der wenigen heute noch erhaltenen Bauwerke des Rheingrafen. Das ca. 1758 im Frondienst erbaute Landschloss wurde ursprünglich als Wohnsitz für den gräflichen Verwalter Häfner errichtet.
Am 2. Februar 1750 heiratete Carl Magnus die wohlhabende lothringische Gräfin Joaneta (auch Jeannette) Luise zu Salm-Püttlingen (1723–1780), deren Vater, Walrad zu Salm-Püttlingen, aus einer anderen rheingräflichen Linie (Jung-Dhaun) stammte. Durch die Ehe hoffte Carl Magnus auch seine finanzielle Situation zu verbessern. Die Gräfin brachte ihr Vermögen allerdings nicht ohne Weiteres in die Ehe ein. Entgegen Carl Magnus Erwartungen, lieh sie ihrem Gatten die dringend benötigten Mittel nur gegen Pfand und zu hohem Zins.
Um weiteres Geld für den Hofstaat und die gräflichen Bauprojekte aufzutreiben, mussten neue Geldquellen aufgetan werden, was die Kreativität und Dreistigkeit in Grehweiler beflügelte:
Angestachelt durch seine Berater ließ Carl Magnus um 1750 das Gerücht verbreiten, in seiner Grafschaft seien Erz, Gold und Silber gefunden worden. Anschließend schickte er seine Hofjuden bis nach Frankreich, um Aktien der Wild- und Rheingräflichen Bergbaugesellschaft an Investoren zu verkaufen. Da im Grehweilerschen Land, außer Quecksilber aber keine Bodenschätze zu finden waren, konnten niemals Gewinne an die Käufer der Kuxe ausgezahlt werden.
Eine der innovativsten und einträglichsten Ideen der gräflichen Hofräte war die Gründung einer landesherrlichen Hypothekenbank, der sogenannten Landeskasse. Dabei handelte es sich um das früheste Beispiel einer Landesbank. Die 1764 gegründete Einrichtung hatte allerdings nicht das Ziel Liquidität in der Grafschaft sicherzustellen oder Investitionen zu fördern. Vielmehr stellte sie ein staatliches Kreditmonopol dar, das die Enteignung der Untertanen zum Ziel hatte.
Durch gräflichen Erlass wurde es den Untertanen zunächst untersagt Hypotheken außerhalb der Grafschaft aufzunehmen. Außerdem wurde das Reichsrecht außer Kraft gesetzt, das einen Höchstzinssatz von fünf Prozent vorsah. Die rheingräfliche Landkasse verlangte stattdessen zwölf Prozent, verschleierte diese Tatsache aber geschickt vor den Kreditnehmern, die nach dem Ende des Siebenjährigen Krieges Geld dringend nötig hatten und die Kreditverträge gutgläubig unterzeichneten. Per Gesetz wurden außerdem die Forderungen der Landeskasse über alle anderen Schuldforderungen erhoben.
Sobald die Schuldner der Landeskasse zahlungsunfähig wurden, konnten deren Güter einfach von der Grafschaft beschlagnahmt werden. Nach und nach enteignete die Landeskasse so etliche Untertanen zu Gunsten der gräflichen Kasse.
Überliefert sind zahlreiche weitere halbseidene bis kriminelle Projekte des Grafen. Der Wahrheitsgehalt dieser Vorwürfe kann aber nicht mehr überprüft werden. Die Anschuldigungen reichen von der unrechtmäßigen Aneignung des Schankmonopols, das nach Reichsrecht den Gemeinden zustand; über die Veruntreuung von Spenden für ein eigens gegründetes Waisenhaus und die Unterschlagung von Lotterieeinnahmen bis zur Anstiftung und Protektion einer in der Gegend aktiven Räuberbande.
Um den Lebensstil des Grafen zu finanzieren, reichten aber alle Einnahmen nicht aus und so wurden gegen nicht existierende Sicherheiten immer wieder hohe Summen geliehen. Ausbleibende Zins- und Rückzahlungen führten zwangsläufig dazu, dass die mangelnde Bonität des Grehweiler Hofes immer bekannter wurde. Als sich schließlich kein Gläubiger mehr finden ließ, der dem Grafen Kredit gewähren wollte, begannen die gräflichen Verwalter damit Schulden im Namen der rheingräflichen Gemeinden zu machen und das Eigentum der Untertanen zu verpfänden. Die dazu nötigen Unterschriften wurden kurzerhand gefälscht. Dieser Betrug sollte dem Grafen letztendlich zum Verhängnis werden: Nachdem die Zinszahlungen der Gemeinden ausblieben (schließlich wussten die Bürgermeister und Schultheißen der belasteten Gemeinden nichts von einem Kreditvertrag), klagten die Gläubiger (vornehmlich der Graf von Solms-Rödelheim und Anselm Franz von Bentzel-Sternau) am Reichskammergericht in Wetzlar und erwirkten einen Vollstreckungsbeschluss gegen die Gemeinden Wendelsheim, Bad Münster und Steinbockenheim.

### Prozess und Festungshaft

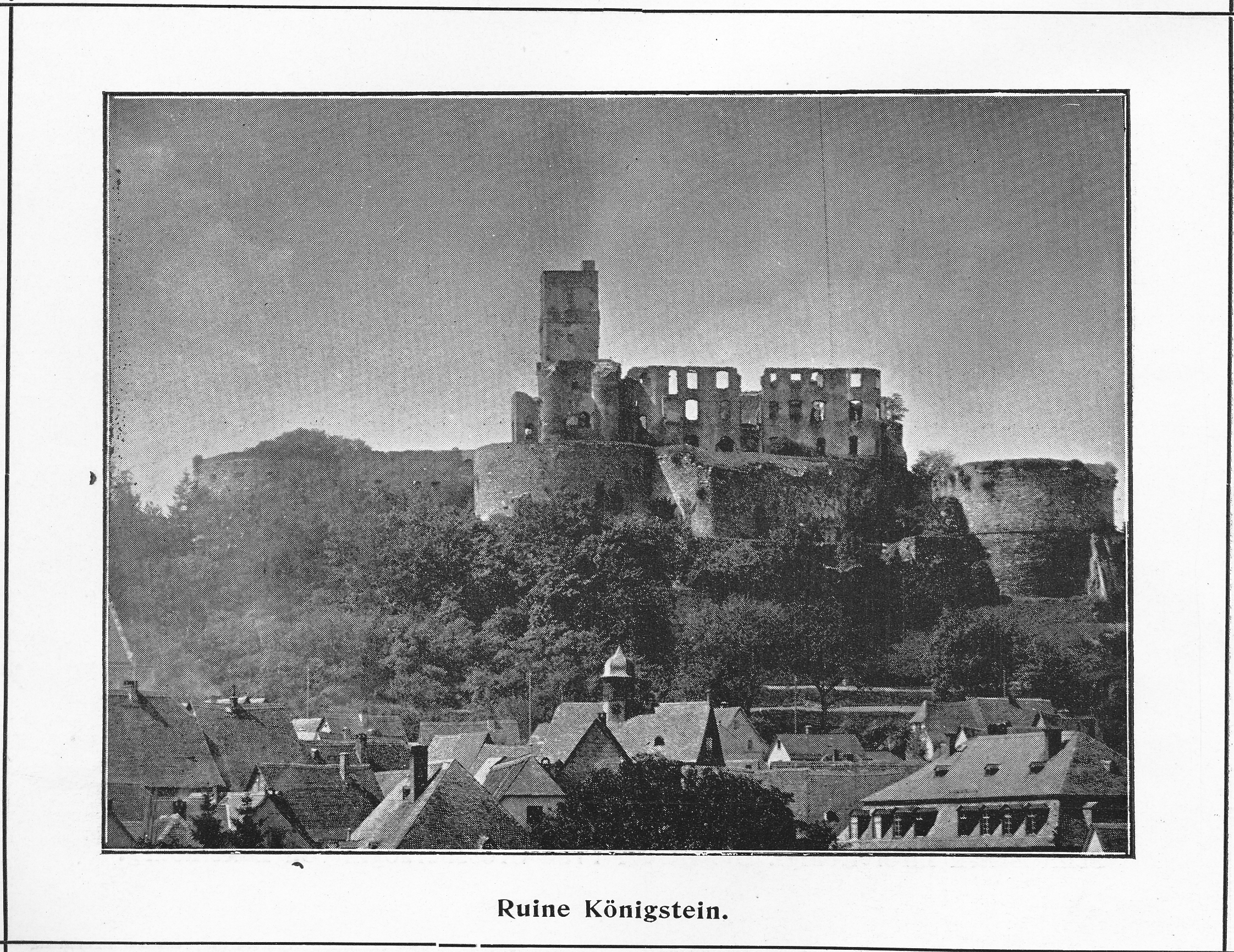
Ruine der Festung Königstein um 1900

Die bedrängten Untertanen suchten Schutz bei Kurfürst Karl Theodor und klagten, „dass man sie verdammt hätte, ihres Grafen Schuld abzutragen“. Der Kurfürst betrachtete sich allerdings (zu Recht) als nicht zuständig und verwies die Klage direkt an Kaiser Joseph II. nach Wien.
In der Folge wurden die belangten Gemeinden entlastet und der Graf als der eigentliche Schuldner bestätigt. Zur Untersuchung der gräflichen Finanzen und Betrugsvorwürfe wurde außerdem eine kaiserliche Untersuchungskommission unter der Leitung von Fürst Karl Christian von Nassau-Weilburg eingesetzt, die letztlich die Liquidation des Grehweiler Hofstaats betrieb.
Im Urteil Kaiser Josephs II. vom 21. Juli 1775 heißt es:

„[...], Daß der Rheingraf Carl Magnus, deren von ihme selbst eingestanden schändlichen Betrügereyen, unverantwortlichen Mißbrauchs der Landesherrlichen Gewalt, und vilfältig begangener, befohlener und zugelassener, Fälschungen halber, zehen Jahre lang, auf einer im Röm. Reich gelegenen Vestung, in peinlichen Haften zu halten, der bisanhero genossenen Competenz gänzlich zu priviren, und, statt derselben, ihme nichts, als der höchstnothwendige Lebensunterhalt, aus seiner Concursmassa abzureichen seye.

[...] Daß, obschon derselbe, [...] eine härtere Strafe wohl verdienet hätte, Ihro kayserliche Maj. doch, in Rücksichtig seiner Bitte pro gratia Caesarea, die Milde der Strenge vor disesmal vorbringen, und es bey der ihme zuerkannten Gefängnißstrafe bewenden zulassen, geruhet hätten.“

Auch nachdem sogar einige der Gläubiger des Rheingrafen und selbst seine betrogenen Untertanen Gnadengesuche beim Kaiser eingereicht hatten, ließ dieser sich nicht von seinem Urteil abbringen. Lediglich einige Hafterleichterungen wurden dem Grafen zugestanden. So teilte die kayserliche Inquisitions Commission am 30. Oktober 1776 mit:

„kayserliche Maj. könnten, aus besonderen Gnaden, geschehen lassen, daß disem Arrestanten, innerhalb der Vestung zum frischen Luftgenuß herum zu gehen, mit seinen Anverwandten und anderen unverdächtigen Personen den nöthigen Briefwechsel zu pflegen, und hier und da den Zuspruch guter Freunde anzunehmen verstattet werde, [...]“

Erst nach acht Jahren ließ sich Kaiser Joseph erweichen: Im November 1783 wurde Carl Magnus vorzeitig aus der Haft entlassen. Zu seiner Entlassung wurden nicht nur von seiner älteren Tochter Christiane Louise, sondern auch von der rheingräflichen Dienerschaft Freudengedichte veröffentlicht.
Carl Magnus verbrachte die letzten Jahre seines Lebens alleine in seinem Schloss in Gaugrehweiler – seine Frau Joaneta war schon vor seiner Entlassung aus der Haft verstorben. Neben einer bescheidenen Rente blieben ihm nur ein Diener und ein Pferd.

## Erbe und Nachkommen
Während der Haft in Königstein hatte Fürst Karl Christian von Nassau-Weilburg die Grafschaft als kaiserlicher Kommissar verwaltet. Nach seiner Entlassung durfte Carl Magnus selbst die Regierungsgeschäfte nicht wieder aufnehmen. Er hatte aber auch keine männlichen Nachfolger, die seine Herrschaft in Grehweiler hätten fortführen können. Mit Joaneta hatte er fünf Töchter, von denen aber schon drei im Kindesalter verstorben waren:
- Christiane Luise (1753–1826)
- Carolina Alexandrina (1755–1761)[13]
- Sophie Wilhelmine (1759–1762)
- Carolina (1761–1768)[14]
- Louise Charlotte (1763–1837)

Unmittelbar vor seiner Entlassung hatte Carl Magnus als letzter männlicher Vertreter seiner Linie (sein Bruder Ludwig war bereits 1775 gestorben) daher einen Erb- und Familienvertrag unterzeichnet, der die Abtretung aller Besitz- und Herrschaftsansprüche an seinen Vetter Karl Ludwig von Grumbach besiegelte. Im Gegenzug wurde Carl Magnus ein lebenslanges Wohnrecht in Schloss Grehweiler und eine Rente von 5000 Gulden zugesagt. Außerdem übernahm das Haus Grumbach die verbleibenden Schulden der Grafschaft Grehweiler. Gleichzeitig stimmte Karl Ludwig von Grumbach der Heirat seines ältesten Bruders Wilhelm Christian (1741–1810) mit Carl Magnus jüngster Tochter Louise Charlotte (1763–1837) zu. Die Hochzeit fand 1784 auf Schloss Grehweiler statt, nachdem der Hausvertrag offiziell am fünften Juli 1784 durch den Kaiser bestätigt worden war und die Grehweiler Untertanen ihrem neuen Landesherrn gehuldigt hatten.
Das Kalkül hinter dem Vertrag bestand darin, dass ein Sohn aus dieser Ehe das Haus Grumbach beerbt hätte. Da Karl Ludwig zu Grumbach 1783 noch keine Söhne hatte, war Wilhelm Christian sein präsumptiver Nachfolger. Ein aus der Ehe mit Louise Charlotte hervorgegangener Enkel Carl Magnus wäre also Agnat der Grumbacher Linie und somit wieder Herr der Grafschaft Grehweiler geworden. Der Vertrag sah daher auch vor, dass Karl Ludwig im Falle des Ablebens seiner Frau, „zum Vorteil der hohen Verlobten und deren männlichen Descendenz auf eine zweyte standesmäßige Vermählung“ hätte verzichten müssen (Eine etwaige morganatische Ehe war davon explizit ausgenommen.).
Der Plan ging nicht auf. Die Ehe blieb kinderlos und so starb die Line der Rheingrafen in Gaugrehweiler aus. Darüber hinaus führte der Erbvertrag noch zu Streitigkeiten im Hause Grumbach, da der 1792 verwitwete Karl Ludwig sich nicht an den Eheverzicht hielt. Nach dem Tod von Carl Magnus wurde 1794 diesbezüglich ein Vergleich geschlossen und von Kaiser Franz II. bestätigt.
Carl Magnus älteste Tochter, Christiane Luise (1753–1826) hatte schon 1779 ihren Cousin Karl Albrecht zu Ortenburg geheiratet, den Sohn von Carl Magnus Schwester Luise Sophie. Zuvor waren die Verhandlungen über eine Ehe mit Friedrich von Salm-Kyrburg aus konfessionellen Gründen gescheitert.
Christiane Luise hing sehr an ihrem Vater. Zu seiner Entlassung verfasste sie das Gedicht Kindliche Empfindungen einer Tochter an dem Befreyungstage ihres Theuersten Vaters: demselben in tiefster Unterthänigkeit gewidmet.
Ihr Schicksal weist deutliche Parallelen zu dem ihres Vaters auf: Nach dem Tod ihres Gatten im Jahr 1787 übernahm sie die Vormundschaft für ihren noch minderjährigen Sohn Joseph Carl und wurde somit regierende Landesherrin der Grafschaft Orttenburg. Auch Christiane Luise lebte als Regentin deutlich über ihre Verhältnisse. Als Joseph Carl im Jahr 1801 offiziell die Regierung von seiner Mutter übernahm, war die Grafschaft mit 200.000 Gulden verschuldet. Um Kosten zu sparen, wurde Christiane Luise von ihrem Sohn des Hofes verwiesen und erhielt nur eine äußerst geringe Leibrente. Trotz massiver Sparmaßnahmen gelang es nicht die Grafschaft zu retten. 1805 wurde die gesamte Grafschaft an das Kurfürstentum Bayern verkauft.
Insgesamt hatte Carl Magnus von seiner ältesten Tochter vier Enkel:
- Joseph Carl (1780–1831)
- Louise Caroline (1782–1847)
- Sophia Maria (1784–1851)
- Augusta Friderica (1786–1857)

## Titulatur und Wappen

### Titel
Der Titel des Rheingrafen in Gaugrehweiler lautete vollständig:

„Wir Carl Magnus, Wildgraf zu Dhaun und Kyrburg, Rheingraf zum Stein, Graf zu Salm und Püttlingen, Herr zu Viestingen und Dimmringen“

### Wappen

Wappen der Wild- und Rheingrafen

Die Blasonierung des Wappens lautete:
- Hauptschild: geviert
  - Feld 1 und 4: In Gold ein roter, blau gekrönter Löwe.
  - Feld 2 und 3: In Schwarz ein silberner Löwe, rot bewehrt, hersehend (leopardiert).
- Herzschild: gespalten und halbgeteilt
  - vorne: In Rot 3 (2:1) aufgerichtete, goldene Löwen
  - hinten: geteilt:
    - oben: In Rot zwei pfahlweise gestellte, gekrümmte, mit dem Rücken einander zugewandte Salme, bewinkelt von silbernen Kreuzchen
    - unten: In Blau ein silberner Balken (Heraldik)

Dazu werden drei Helme geführt:
- Helm 1: Ein mit zwei silbernen Federstößen besteckter roter, hermelingestulpter Hut. Helmdecken schwarz-silbern.
- Helm 2: Ein roter Flug, mit 3 (2:1) goldenen Löwen belegt. Helmdecken rot-golden.
- Helm 3: Ein wachsender blauer Brackenrumpf, belegt mit einem silbernen Balken, am Rücken mit vier Pfauenfedern besteckt, rotgezungt, Helmdecken blau-silbern

## Vorfahren
| Ahnentafel Carl Magnus  | Ahnentafel Carl Magnus | Ahnentafel Carl Magnus | Ahnentafel Carl Magnus | Ahnentafel Carl Magnus | Ahnentafel Carl Magnus | Ahnentafel Carl Magnus | Ahnentafel Carl Magnus | Ahnentafel Carl Magnus |
| ----------------------- | --- | --- | --- | --- | --- | --- | --- | --- |
| Ururgroßeltern          | Johann von Salm-Grumbach (1582–1630) ⚭ Anna Juliane von Mansfeld (~1591–~1626)                                                                            | Wolfgang Friedrich von Dhaun (1589–1638) ⚭ Elisabeth von Solms-Braunfels (1593–1636)                                                                      | Philipp II von Leiningen-Westerburg (1591–1868) ⚭ Agathe von Limpburg (1595–1664)                                                                         | Wilhelm Ludwig von Nassau-Saarbrücken (1590–1640) ⚭ Gräfin Anna Amalie von Baden-Durlach (1595–1651)                                                      | Emich XII von Leiningen (1612–1658) ⚭ Christine von Solms-Laubach (1607–1638)                                              | Wilhelm Wirich von Daun-Falkenstein (1613–1682) ⚭ 1634 Elisabeth von Waldeck-Wildungen (1610–1647)                         | Graf Philipp Wolfgang von Hanau-Lichtenberg (* 1595; † 1641) ⚭ Gräfin Johanna von Öttingen-Öttingen (* 1602; † 1639)                     | Pfalzgraf Christian I. von Birkenfeld-Bischweiler (* 1598; † 1654) ⚭ Pfalzgräfin Magdalena Katharina von Pfalz-Zweibrücken (* 1607; † 1648) |
| Urgroßeltern            | Adolf von Salm-Grumbach Wild- und Rheingraf (1614–1668) ⚭ Anna Juliane von Salm-Dhaun (~1622–~1669)                                                       | Adolf von Salm-Grumbach Wild- und Rheingraf (1614–1668) ⚭ Anna Juliane von Salm-Dhaun (~1622–~1669)                                                       | Ludwig Eberhard von Leiningen-Westerburg (1624–1688) ⚭ Charlotte von Nassau-Saarbrücken (1619–1687)                                                       | Ludwig Eberhard von Leiningen-Westerburg (1624–1688) ⚭ Charlotte von Nassau-Saarbrücken (1619–1687)                                                       | Georg Wilhelm von Leiningen-Dagsburg (1636–1672) ⚭ Anna Elisabeth von Daun-Falkenstein (1636–1685)                         | Georg Wilhelm von Leiningen-Dagsburg (1636–1672) ⚭ Anna Elisabeth von Daun-Falkenstein (1636–1685)                         | Graf Johann Reinhard II. von Hanau-Lichtenberg (* 1628; † 1666) ⚭ Pfalzgräfin Anna Magdalena von Birkenfeld-Bischweiler (* 1640; † 1693) | Graf Johann Reinhard II. von Hanau-Lichtenberg (* 1628; † 1666) ⚭ Pfalzgräfin Anna Magdalena von Birkenfeld-Bischweiler (* 1640; † 1693)    |
| Großeltern              | Friedrich Wilhelm zu Salm Wild- und Rheingraf in Gaugrehweiler, Wildenburg und Rheingrafenstein (1644–1706) ⚭ Louise von Leiningen-Westerburg (1655–1724) | Friedrich Wilhelm zu Salm Wild- und Rheingraf in Gaugrehweiler, Wildenburg und Rheingrafenstein (1644–1706) ⚭ Louise von Leiningen-Westerburg (1655–1724) | Friedrich Wilhelm zu Salm Wild- und Rheingraf in Gaugrehweiler, Wildenburg und Rheingrafenstein (1644–1706) ⚭ Louise von Leiningen-Westerburg (1655–1724) | Friedrich Wilhelm zu Salm Wild- und Rheingraf in Gaugrehweiler, Wildenburg und Rheingrafenstein (1644–1706) ⚭ Louise von Leiningen-Westerburg (1655–1724) | Johann Karl August von Leiningen-Dagsburg (1662–1698) ⚭1685 Johanna Magdalena von Hanau-Lichtenberg (1660–1715)            | Johann Karl August von Leiningen-Dagsburg (1662–1698) ⚭1685 Johanna Magdalena von Hanau-Lichtenberg (1660–1715)            | Johann Karl August von Leiningen-Dagsburg (1662–1698) ⚭1685 Johanna Magdalena von Hanau-Lichtenberg (1660–1715)                          | Johann Karl August von Leiningen-Dagsburg (1662–1698) ⚭1685 Johanna Magdalena von Hanau-Lichtenberg (1660–1715)                             |
| Eltern                  | Johann Karl Ludwig zu Salm Wild- und Rheingraf in Gaugrehweiler(1686–1740) ⚭ 1713 Sophie Magdalene zu Leiningen(1691–1727)                                | Johann Karl Ludwig zu Salm Wild- und Rheingraf in Gaugrehweiler(1686–1740) ⚭ 1713 Sophie Magdalene zu Leiningen(1691–1727)                                | Johann Karl Ludwig zu Salm Wild- und Rheingraf in Gaugrehweiler(1686–1740) ⚭ 1713 Sophie Magdalene zu Leiningen(1691–1727)                                | Johann Karl Ludwig zu Salm Wild- und Rheingraf in Gaugrehweiler(1686–1740) ⚭ 1713 Sophie Magdalene zu Leiningen(1691–1727)                                | Johann Karl Ludwig zu Salm Wild- und Rheingraf in Gaugrehweiler(1686–1740) ⚭ 1713 Sophie Magdalene zu Leiningen(1691–1727) | Johann Karl Ludwig zu Salm Wild- und Rheingraf in Gaugrehweiler(1686–1740) ⚭ 1713 Sophie Magdalene zu Leiningen(1691–1727) | Johann Karl Ludwig zu Salm Wild- und Rheingraf in Gaugrehweiler(1686–1740) ⚭ 1713 Sophie Magdalene zu Leiningen(1691–1727)               | Johann Karl Ludwig zu Salm Wild- und Rheingraf in Gaugrehweiler(1686–1740) ⚭ 1713 Sophie Magdalene zu Leiningen(1691–1727)                  |
| Carl Magnus (1718–1793) | | | | | | | | |

## Rezeption
Die Verurteilung eines Reichsgrafen war ein ungeheurer Skandal und ein „Exempel, wie es seit Jahrhunderten nicht statuiert worden war“. Der Fall wurde von zeitgenössischen Rechtswissenschaftlern wie Johann Jacob Moser, Johann August von Reuß und Johann Ernst Friedrich Danz ausführlich kommentiert und dokumentiert. Außerdem dürfte der Prozess an den Höfen des ausgehenden römischen Reiches zum Tagesgespräch gehört haben. Das Leben des Rheingrafen Carl Magnus wurde auch in der Literatur immer wieder als Beispiel des Despotismus angeprangert und lächerlich gemacht:
- Das früheste und umfassendste Werk zur Biografie Carl Magnus stammt von Friedrich Christian Laukhard, der in der Grafschaft Gaugrehweiler aufgewachsen ist. 1798 verfasste er die satirisch-biografische Schrift Leben und Thaten des Rheingrafen Carl Magnus, den Joseph II. auf zehn Jahre ins Gefängniß nach Königstein schickte, um da die Rechte der Unterthanen und anderer Menschen respectieren zu lernen.[9] Auch wenn Laukhard grundsätzlich als voreingenommen gelten muss (sein Vater war Teil der rheingräflichen Geistlichkeit und hatte massiv unter Carl Magnus zu leiden), wird sein Bemühen um Objektivität an mehreren Stellen deutlich.[8]
- Johann Friedrich Reichardt schrieb 1806 das Stück Der Rheingraf oder das kleine deutsche Hofleben[19], in dem er die Naivität und Verschwendungssucht des Grafen parodierte.
- In Die Gartenlaube erschien 1855 ein ausführlicher Bericht über die Verfehlungen des Grafen.[20]
- Die Fernsehserie Ich, Christian Hahn (1985) von Detlef Rönfeldt ist von den Geschehnissen am Hofe Grehweiler inspiriert. Carl Magnus („der Graf“) wird in der Serie von Heinz Baumann dargestellt. Ich, Christian Hahn bei IMDb
- Trotz seinen zahlreichen Verfehlungen wird dem Grafen zugutegehalten, dass er den Chausseebau in seiner Grafschaft frühzeitig vorangetrieben hat. Auch die 1754 von ihm erlassene Landesordnung wird in der zeitgenössischen Literatur wiederholt erwähnt und wurde mehrfach verlegt.[21]

## Sonstiges
- Carl Magnus war Ritter des Württembergischen Jagdordens
- Über die Nachkommen aus der ersten Ehe seiner Enkelin Louise Caroline mit Christian Friedrich Graf zu Castell-Rüdenhausen (s. o.), ist Carl Magnus ein direkter Vorfahre von Ortrud Prinzessin zu Schleswig-Holstein-Sonderburg-Glücksburg (1925–1980) und deren Sohn Ernst August von Hannover[22].